# Septiembre Musical de Tucumán
El Septiembre Musical Tucumano es un festival artístico internacional anual que se realiza en la provincia de Tucumán, Argentina, desde 1960 hasta la actualidad, organizado por el gobierno provincial y considerado, por su permanencia y calidad, uno de los encuentros más importantes en su tipo del interior del país.
Desde su nacimiento, el festival se convirtió en una cita cultural y social anhelada a medida que iba recibiendo, en las sucesivas ediciones, a artistas como el hindú Ravi Shankar, Duke Ellington, el Cuarteto de Tokio, el virtuoso violinista ruso Boris Belkin, la Camerata Bariloche, Astor Piazzolla, Mercedes Sosa, los pianistas Bruno Gelber, Martha Argerich, Miguel Ángel Estrella, Sylvia Kersenbaum y Pia Sebastiani, Les Luthiers, el New York Quartet, la Porteña Jazz Band, el Coro de Niños Cantores de Viena y la orquesta de Mariano Mores.
Inspirado en el Maggio Musicale Fiorentino, el Setiembre Musical estuvo dedicado en un principio a la música académica sinfónica, de cámara y coral, pero con el correr de los años fue sumando disciplinas como el ballet, la ópera, el jazz y géneros populares como el folklore, el tango, el rock y el pop.
El festival nació en un contexto provincial de fuerte tradición cultural marcado por la fundación, en 1911, de la Academia de Bellas Artes –pionera en el país-; y por la creación, en 1948, de la Sinfónica de la Universidad Nacional de Tucumán.
En la organización del festival inaugural convergieron el Consejo Provincial de Difusión Cultural y la Universidad Nacional de Tucumán, con el fuerte apoyo de la prensa independiente a través del diario La Gaceta.
En las primeras ediciones se realizaron también conferencias a cargo de musicólogos y críticos destacados del país.